# Mecanism culisă-manivelă
Un mecanism culisă-manivelă este un mecanism folosit pentru transformarea mișcării liniare în mișcare de rotație sau invers.
Pistonul este conectat la un jug.